# جيان جاكيوس كيلاما
جيان جاكيوس كيلاما (بالصينية: 基藍馬) (13 أكتوبر 1985 بالكاميرون - ) هو لاعب كرة قدم صيني في مركز الدفاع. شارك مع منتخب هونغ كونغ لكرة القدم. أما مع النوادي، فقد لعب مع نادي سون هي وMetro Gallery FC ‏ ونادي إيسترن سبورتس وهونغ كونغ رينجرز وTianjin Tianhai F.C. ‏ وPSDS Deli Serdang ‏.

## وصلات خارجية
- جيان جاكيوس كيلاما على موقع قاعدة بيانات كرة القدم.إي يو (الإنجليزية)
- جيان جاكيوس كيلاما على موقع ناشيونال فوتبول تيمز (الإنجليزية)
- جيان جاكيوس كيلاما على موقع Soccerway.com (الإنجليزية)